# Dzitva
Dzitva (vitryska: Дзітва) är ett vattendrag i Belarus. Det ligger i den västra delen av landet, 140 km väster om huvudstaden Minsk.